# At Home
At Home ist das erste Album von Slow Poke, einem Quartett um den Bassisten Tony Scherr. Die 1998 im Haus von Tony Scherr entstandenen Aufnahmen erschienen erstmals 1998 auf dem Label Baby Tank. 2007 wurde das Album in erweiterter Form auf Palmetto Records wiederveröffentlicht.

## Hintergrund
Slow Poke, möglicherweise benannt nach einem Song von Pee Wee King and His Golden West Cowboys von 1951, war ein Quartett mit dem Slide-Gitarristen David Tronzo, dem Saxophonisten Michael Blake, dem Bassisten Tony Scherr und dem Schlagzeugers und Perkussionisten Kenny Wollesen, das in den später 1990er Jahren tätig war.
Zuvor waren David Tronzo und Michael Blake mit The Lounge Lizards auf Tour; die beiden überlegten, wie sie ein entspanntes, aber funkiges Album machen könnten, das auch etwas Jazz-Soul enthalten würde. Zusätzlich wollten sie auch „schräge Sachen“ aus der Improvisationsmusik zulassen. „Wir wollten, dass es den Blues hat, aber auch etwas von der Unvorhersehbarkeit, die unser Publikum von uns erwartet hat.“ Mit Tony Scherr und Kenny Wollesen fanden sie weitere Musiker mit einer ähnlichen Ästhetik. An dem Tag, als die vier Musiker erstmals zusammenkamen, spielten sie das Album At Home ein.
Slow Poke war als Band in der damals kreativen Downtown-Szene New Yorks aktiv. Ähnlich wie andere Downtown-Ensembles (etwa Ballin' the Jack, The Jazz Passengers und Sex Mob) verbanden sie zugängliche Melodien mit experimentierfreudiger Improvisation und griffen alle verschiedene Aspekte des Mainstreams auf, notierte Troy Collins. Im Laufe des Bestehens der Band haben u. a. der Bassist Ben Allison, Gitarrist Bill Frisell, The Lounge Lizards, der Sänger Tom Waits und Saxophonist/Komponist John Zorn die Dienste der Mitglieder dieses Quartetts in Anspruch genommen.

## Titelliste
- Slow Poke: At Home (Palmetto Records PM-2126)[3]

1. Listen Here (Eddie Harris) 7:37
2. Afro Blake (Michael Blake) 4:25
3. Harvest (Neil Young) 5:21
4. Rockin’ in Rhythm (Duke Ellington) 6:32
5. Dry Socket (Michael Blake) 7:15
6. Make Out Machine (Michael Blake) 7:27
7. The Saturday Option (Kurt Wagner) 6:28

Die Titel 6 und 7 sind Bonustracks, die nicht in der Erstauflage des Albums enthalten waren. Sie erschienen zudem 2012 auf der EP Slow Poke Bonustracks.

## Rezeption

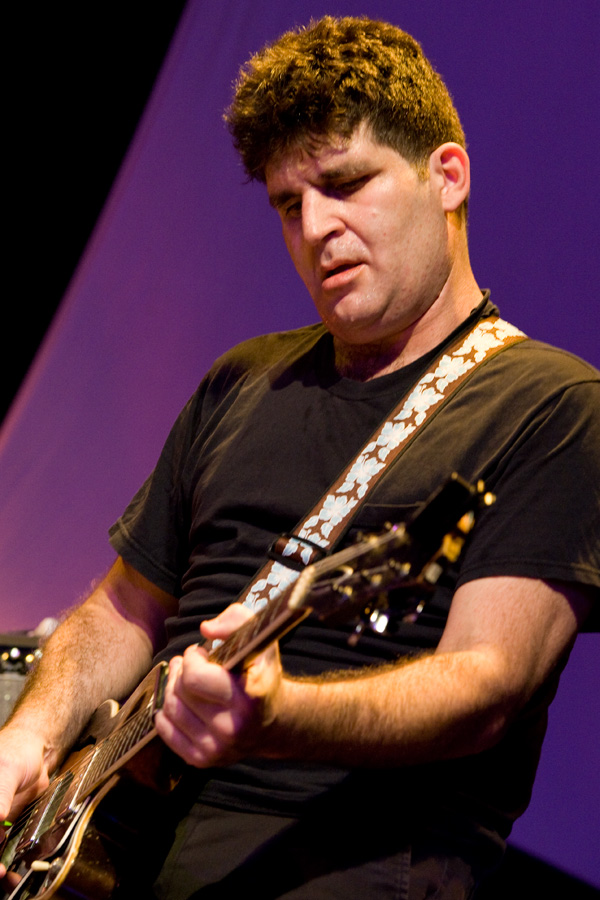
Tony Scherr (2011)

Dieses spontane Treffen von Freunden sei eine Mischung aus bluesiger Atmosphäre und gefühlvoller Reflexion und würde die Geselligkeit einer freilaufenden, zwanglosen Jam-Session vermitteln, bei der ein besonderer Fokus auf die melodische Entwicklung gelegt wurde, urteilte Troy Collins über das Album in All About Jazz. Das Album von Slow Poke sei reich an düsterem Soul und bluesiger Langsamkeit und tausche protzige Virtuosität gegen melodische Reife und lyrische Finesse. At Home sei eine wunderschöne Aufnahme ohne jeglichen Anspruch und eine perfekte Gelegenheit, vier Meistern dabei zuzuhören, wie sie die Raffinesse gut ausgearbeiteter Melodien erforschen.
Diese Aufnahme aus dem Jahr 1998 sei eine Freude für alle, die den „langsam gekochten, dampfenden Klang von Meistermusikern“ zu schätzen wissen, die ihr Handwerk betreiben, um einen herzhaften, brodelnden, süßlich-rhythmischen Eintopf zu servieren. Dem Palmetto-Label gebühre Beifall dafür, dass es eine inzwischen aufgelöste Band übernommen und das Material wiederveröffentlicht und damit beweist, wie gut die Musik war und immer noch ist, meinte Ralph A. Miriello in All About Jazz. Wenn man sich das Album in mehreren Sitzungen anhöre, werde einem erst bewusst, wie gut und anders diese Musik war und immer noch ist. Man könnte sich glücklich schätzen, dass mit dieser verdienstvollen Neuveröffentlichung Slow Pokes Album At Home [vor dem Vergessen] gerettet worden sei.